# Милојка
Милојка је словенско женско име изведено од имена Милан (односно Милена) и њему сличних имена. 

## Популарност
У Словенији је ово име 2007. било на 234. месту по популарности. У Хрватској је током 20. века било популарно све до седамдесетих година. Чешће је међу хрватским становништвом и то посебно житељима Ријеке, Загреба и Пуле.